# Броцены (баскетбольный клуб)
БК «Бро́цены» (латыш. BK Brocēni) — латвийский мужской баскетбольный клуб, лучшая баскетбольная команда страны в 1990-е годы.
С момента основания в 1992 году до 1999 года БК «Броцены» являлся бессменным чемпионом Латвии (восемь раз подряд), затем дважды финишировал вторым.
Лучшим достижением клуба в еврокубках стал выход из группы в розыгрыше Кубка Сапорты в 1999 году.
В стартовом турнире Североевропейской баскетбольной лиги (Промокубок 1999 г.) БК «Броцены» дошёл до финала, где уступил каунасскому «Жальгирису».
Название клуба неоднократно изменялось (Броцены/Парэйр, Броцены, СВХ/Броцены, АСК Броцены, Броцены/ЛМТ, АСК Броцены/ЛМТ), по названию фирмы — единственного в Латвии производителя цемента. Исключением стало последнее имя — ЛМТ, по названию крупнейшего в Латвии мобильного оператора.
В 2001 клуб прекратил своё существование, а большинство игроков оказалось в рижском «Сконто», который заменил БК «Броцены» в чемпионате Латвии и Североевропейской баскетбольной лиге.
В БК «Броцены» начал свою европейскую карьеру бывший игрок сборной России Джон Роберт Холден.

## Результаты выступлений в чемпионате Латвии
| - 1992 — 1 (как Броцены/Парэйр) - 1993 — 1 (как Броцены) - 1994 — 1 (как СВХ/Броцены) - 1995 — 1 (как СВХ/Броцены) | - 1996 — 1 (как АСК Броцены) - 1997 — 1 (как АСК Броцены/ЛМТ) - 1998 — 1 (как АСК Броцены/ЛМТ) | - 1999 — 1 (как Броцены/ЛМТ) - 2000 — 2 (как Броцены/ЛМТ) - 2001 — 2 (как ЛМТ) |